# Neogalea
Neogalea sunia (tên tiếng Anh phổ thông làCatabena Moth) là một loài bướm đêm thuộc họ Noctuidae, và là loài duy nhất thuộc chi Neogalea. Loài này có ở phía nam Hoa Kỳ, qua vùng Caribe (bao gồm Guadeloupe và Martinique) tới Argentina. Ngoài ra, nó còn được di thực tới Úc, trên đảo Norfolk vào năm 1962. Kể từ đó nó đã mở rộng khu vực sinh sống và ngày nay có phổ biến ở Queensland và phía bắc New South Wales. Loài này cũng được đưa vào Hawaii.
Sải cánh từ có khoảng 33 mm.
Ấu trùng ăn các loài Lantana.